# (2950) Rousseau
(2950) Rousseau est un astéroïde de la ceinture principale.

## Description
(2950) Rousseau est un astéroïde de la ceinture principale. Il fut découvert par Paul Wild le 9 novembre 1974 à l'observatoire Zimmerwald. Ses désignations provisoires sont 1974 VQ2, 1939 CE, 1962 CG, 1978 NU5 et 1980 AG. Il présente une orbite caractérisée par un demi-grand axe de 2,7577 UA, une excentricité de 0,2605 et une inclinaison de 9,6015° par rapport à l'écliptique.
Il fut nommé en hommage à l'écrivain, philosophe et musicien genevois, Jean-Jacques Rousseau.

## Compléments